# Đô thị cấp quốc gia của Nhật Bản
Đô thị cấp quốc gia của Nhật Bản (tiếng Nhật: 政令指定都市, romaji: seirei shitei toshi, Hán-Việt: chính lệnh chỉ định đô thị) là những đơn vị hành chính cấp hạt được Chính phủ Nhật Bản công nhận là đô thị cấp quốc gia dựa theo Luật tự trị địa phương ban hành năm 1947. Hiện tại ở Nhật Bản có 19 đô thị quốc gia của Nhật Bản. Đáng chú ý là theo phân cấp này, Tokyo không phải đô thị cấp quốc gia vì là Tỉnh thủ đô.

## Chức năng
Đô thị cấp quốc gia của Nhật Bản được phân cấp nhiều chức năng hơn so với các đơn vị hành chính cấp hạt khác và gần bằng các chức năng của tỉnh. Để việc cai trị dễ dàng hơn, các đô thị cấp quốc gia được phép lập các khu hành chính cùng lỵ sở trên từng phân khu. Tuy nhiên, các khu hành chính này không phải là một đơn vị hành chính địa phương như các khu đặc biệt ở Tokyo.

## Điều kiện để được công nhận
Theo Luật Tự trị Địa phương, đô thị cấp quốc gia phải có dân số pháp định từ 500.000 người trở lên. Tuy nhiên trong quy trình duyệt xét, mỗi thành phố đệ đơn thường được đem so sánh với thời điểm năm 1956 khi năm thành phố lớn đầu tiên được công nhận với khoảng 1 triệu dân. Con số một triệu đó nay không dễ đạt nên chính quyền phải khuyến khích các địa phương sáp nhập vào nhau để tăng dân số. Hiện thời địa phương nào có khoảng 700.000 đến 800.000 dân cũng được chấp thuận và công nhận là thành phố chính lệnh.
Ngoài tiêu chí dân số, địa phương đó còn phải đáp ứng một số quy định, như tỷ lệ lao động trong khu vực I của nền kinh tế không quá 10%; khu vực phải sinh hoạt như một đô thị; và việc cai trị ở cấp quận và phường phải được đô đạo phủ huyện trực thuộc đồng ý.

## Danh sách các đô thị cấp quốc gia của Nhật Bản

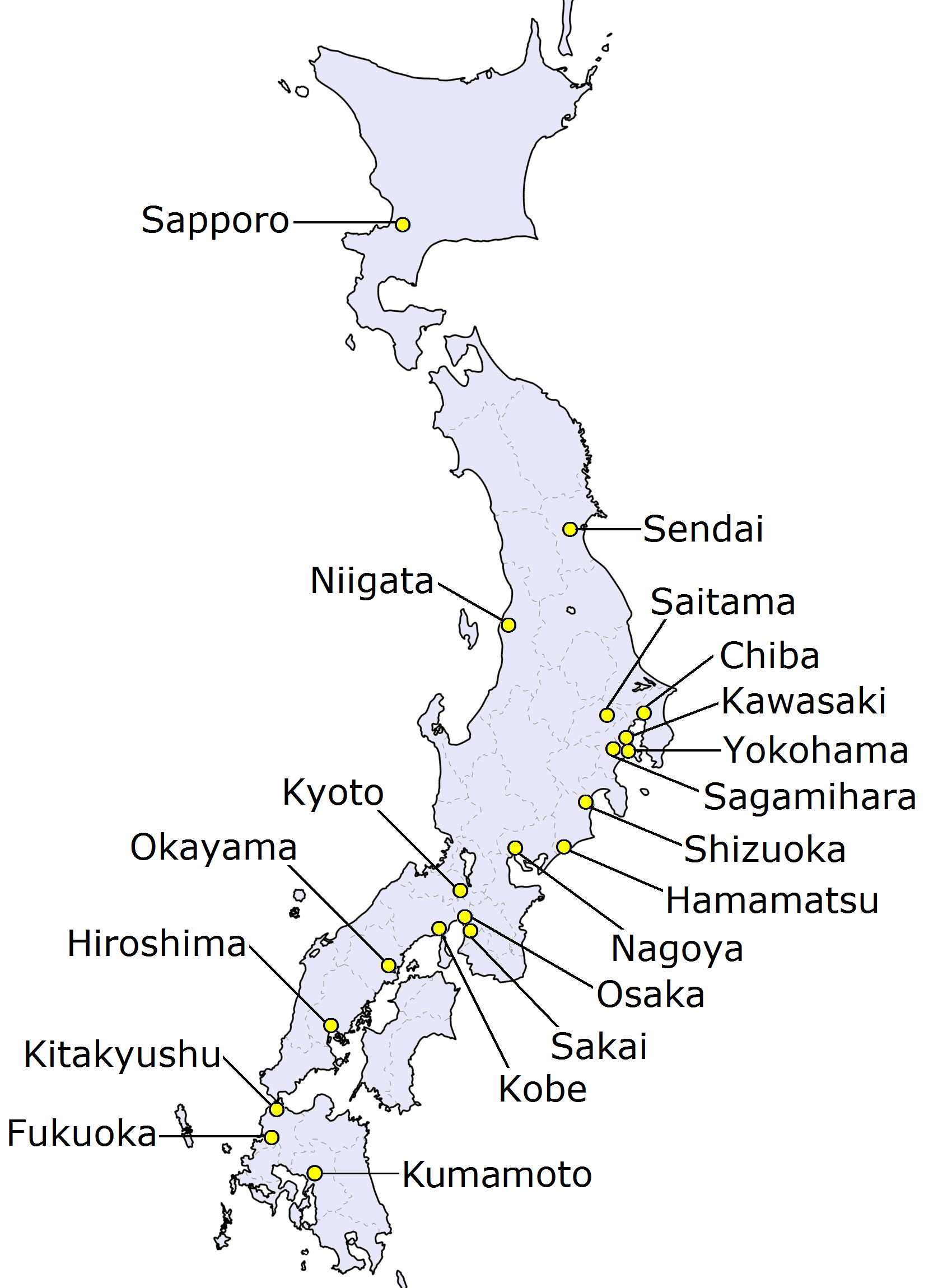
Vị trí địa lý của các đô thị quốc gia của Nhật Bản

Đô thị cấp quốc gia của Nhật Bản đã được thành lập kể từ năm 1956.
| Tên        | Hán tự     | Dân số (2010) | Ngày được công nhận | Vùng     | Tỉnh      | Số quận | Phân chia |
| ---------- | ---------- | ------------- | ------------------- | -------- | --------- | ------- | --------- |
| Chiba      | 千葉市     | 962.130       | 1992-04-01          | Kantō    | Chiba     | 06      | Danh sách |
| Fukuoka    | 福岡市     | 1.483.052     | 1972-04-01          | Kyushu   | Fukuoka   | 07      | List      |
| Hamamatsu  | 浜松市     | 800.912       | 2007-04-01          | Chūbu    | Shizuoka  | 07      | List      |
| Hiroshima  | 広島市     | 1.174.209     | 1980-04-01          | Chūgoku  | Hiroshima | 08      | List      |
| Kawasaki   | 川崎市     | 1.425.678     | 1972-04-01          | Kantō    | Kanagawa  | 07      | List      |
| Kitakyushu | 北九州市   | 977.288       | 1963-04-01          | Kyushu   | Fukuoka   | 07      | List      |
| Kobe       | 神戸市     | 1.544.873     | 1956-09-01          | Kansai   | Hyōgo     | 09      | List      |
| Kumamoto   | 熊本市     | 731.286       | 2012-04-01          | Kyushu   | Kumamoto  | 05      | List      |
| Kyoto      | 京都市     | 1.474.473     | 1956-09-01          | Kansai   | Kyoto     | 11      | List      |
| Nagoya     | 名古屋市   | 2.263.907     | 1956-09-01          | Chūbu    | Aichi     | 16      | List      |
| Niigata    | 新潟市     | 812.192       | 2007-04-01          | Chūbu    | Niigata   | 08      | List      |
| Okayama    | 岡山市     | 709.622       | 2009-04-01          | Chūgoku  | Okayama   | 04      | List      |
| Osaka      | 大阪市     | 2.666.371     | 1956-09-01          | Kansai   | Osaka     | 24      | List      |
| Sagamihara | 相模原市   | 717.561       | 2010-04-01          | Kantō    | Kanagawa  | 03      | List      |
| Saitama    | さいたま市 | 1.222.910     | 2003-04-01          | Kantō    | Saitama   | 10      | List      |
| Sakai      | 堺市       | 842.134       | 2006-04-01          | Kansai   | Osaka     | 07      | List      |
| Sapporo    | 札幌市     | 1.914.434     | 1972-04-01          | Hokkaido | Hokkaido  | 10      | List      |
| Sendai     | 仙台市     | 1.045.903     | 1989-04-01          | Tōhoku   | Miyagi    | 05      | List      |
| Shizuoka   | 静岡市     | 716.328       | 2005-04-01          | Chūbu    | Shizuoka  | 03      | List      |
| Yokohama   | 横浜市     | 3.689.603     | 1956-09-01          | Kantō    | Kanagawa  | 18      | List      |

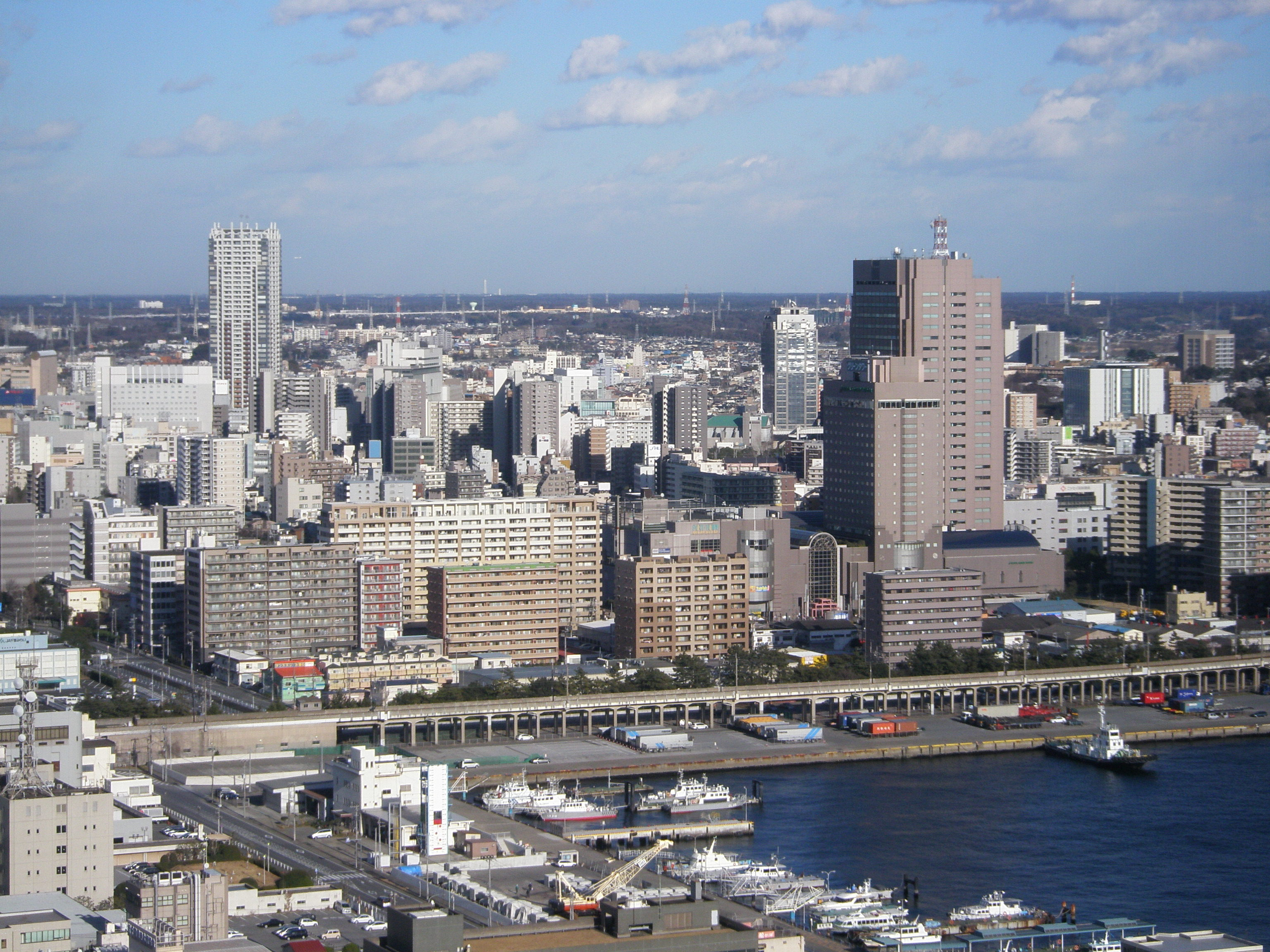
Chiba
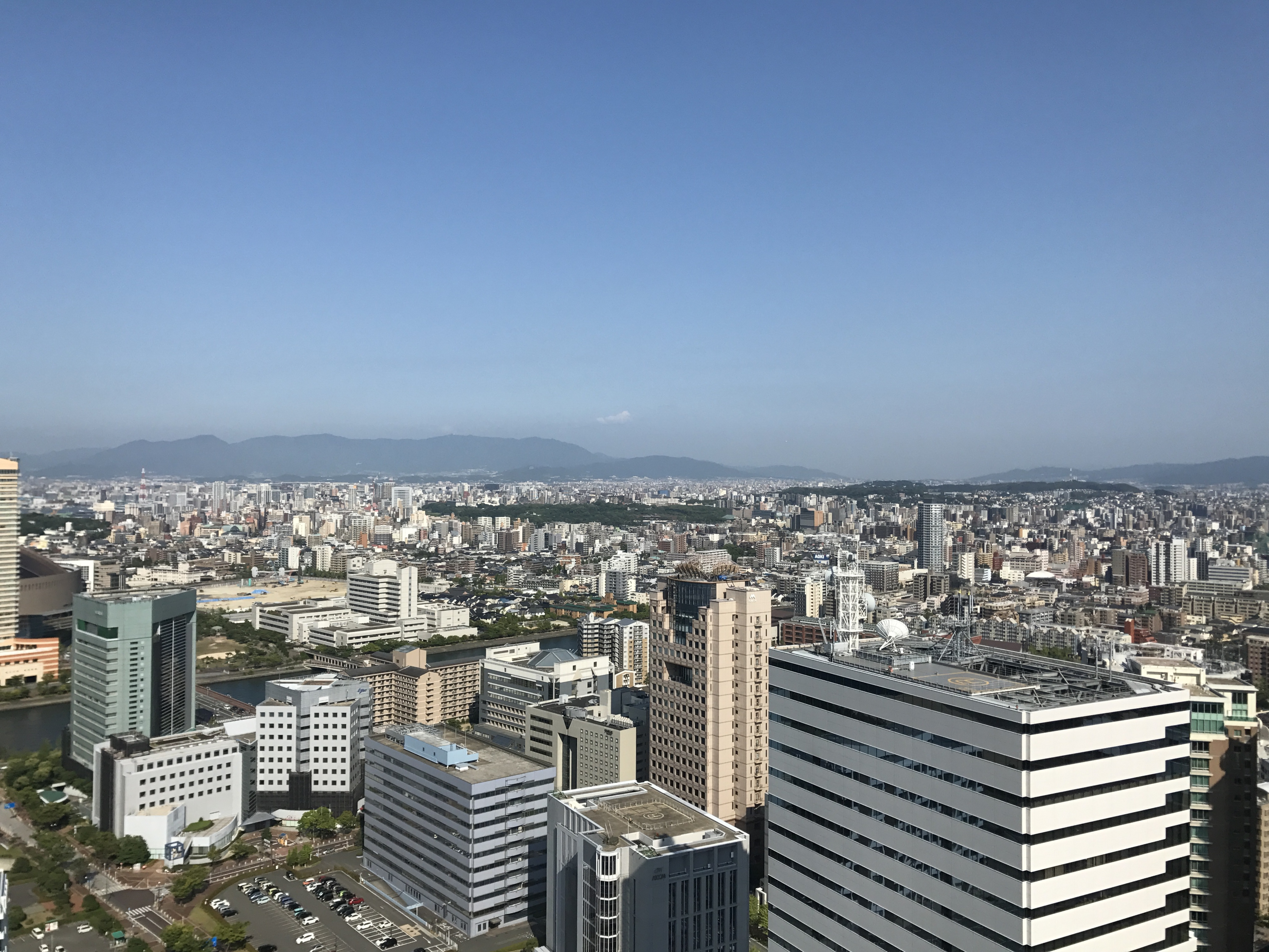
Fukuoka
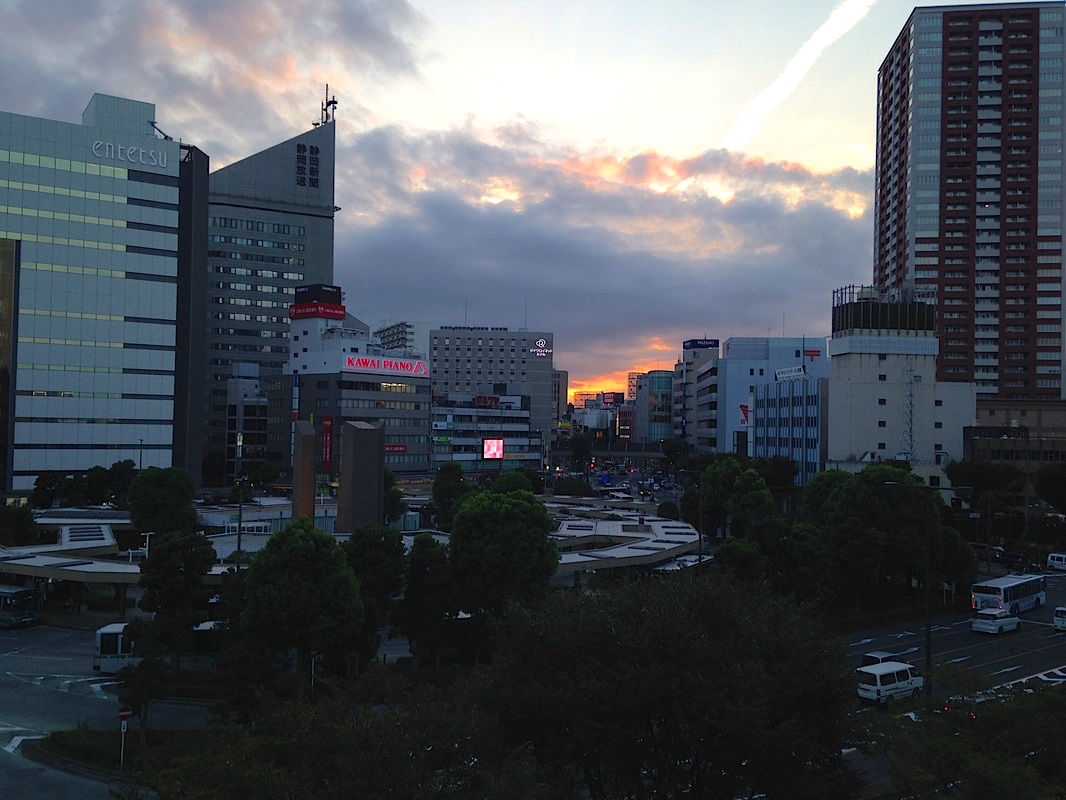
Hamamatsu
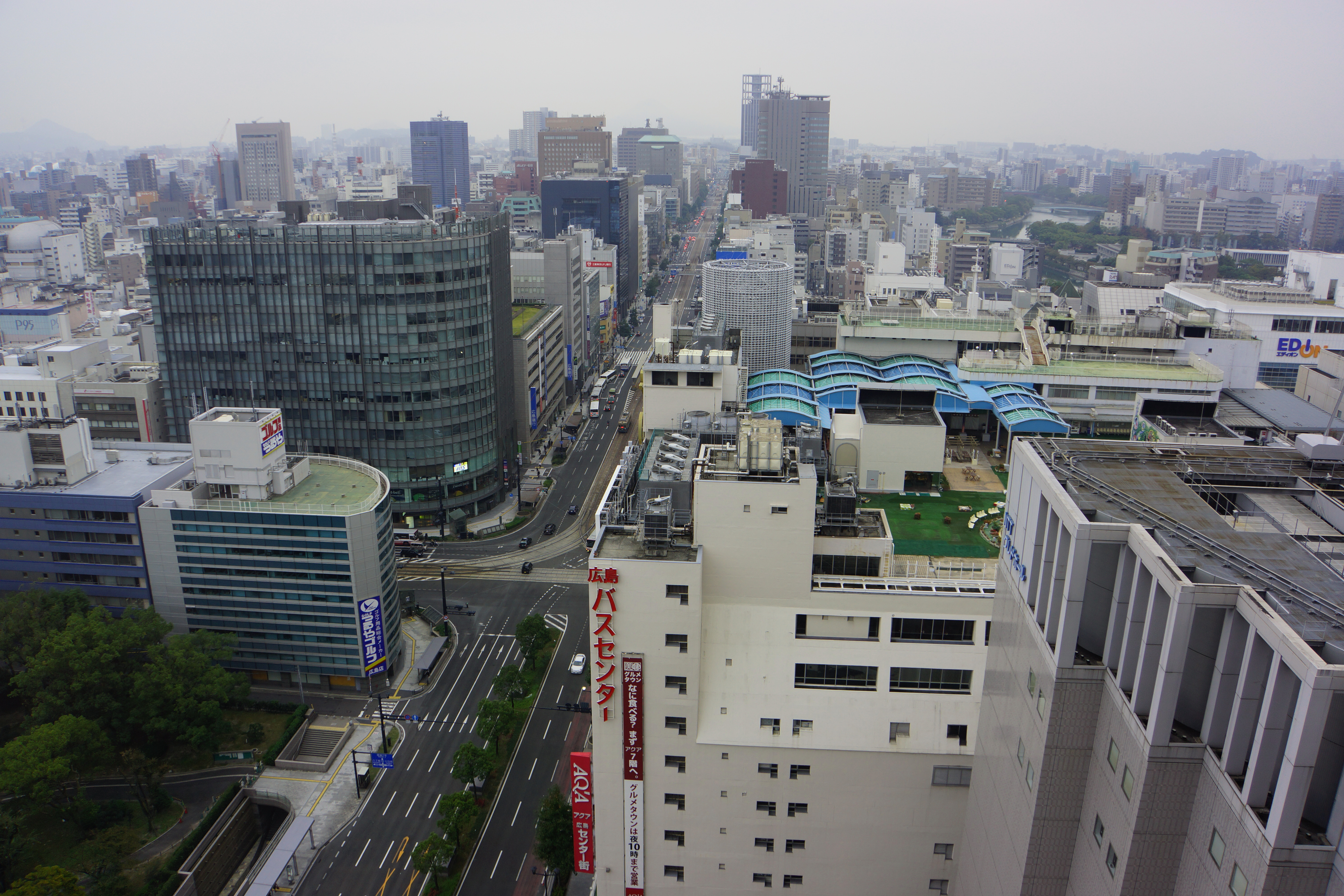
Hiroshima
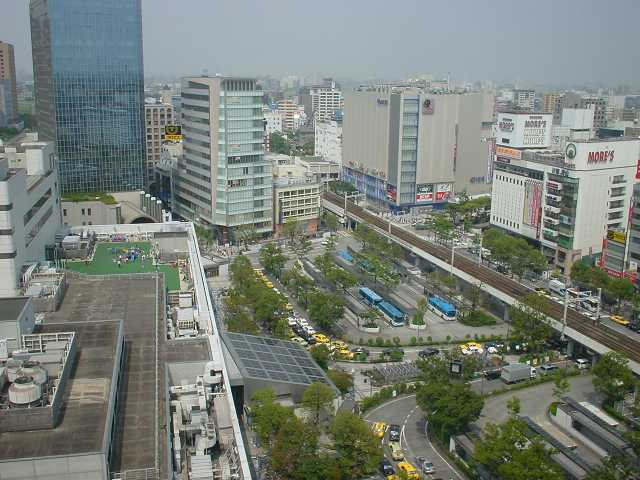
Kawasaki
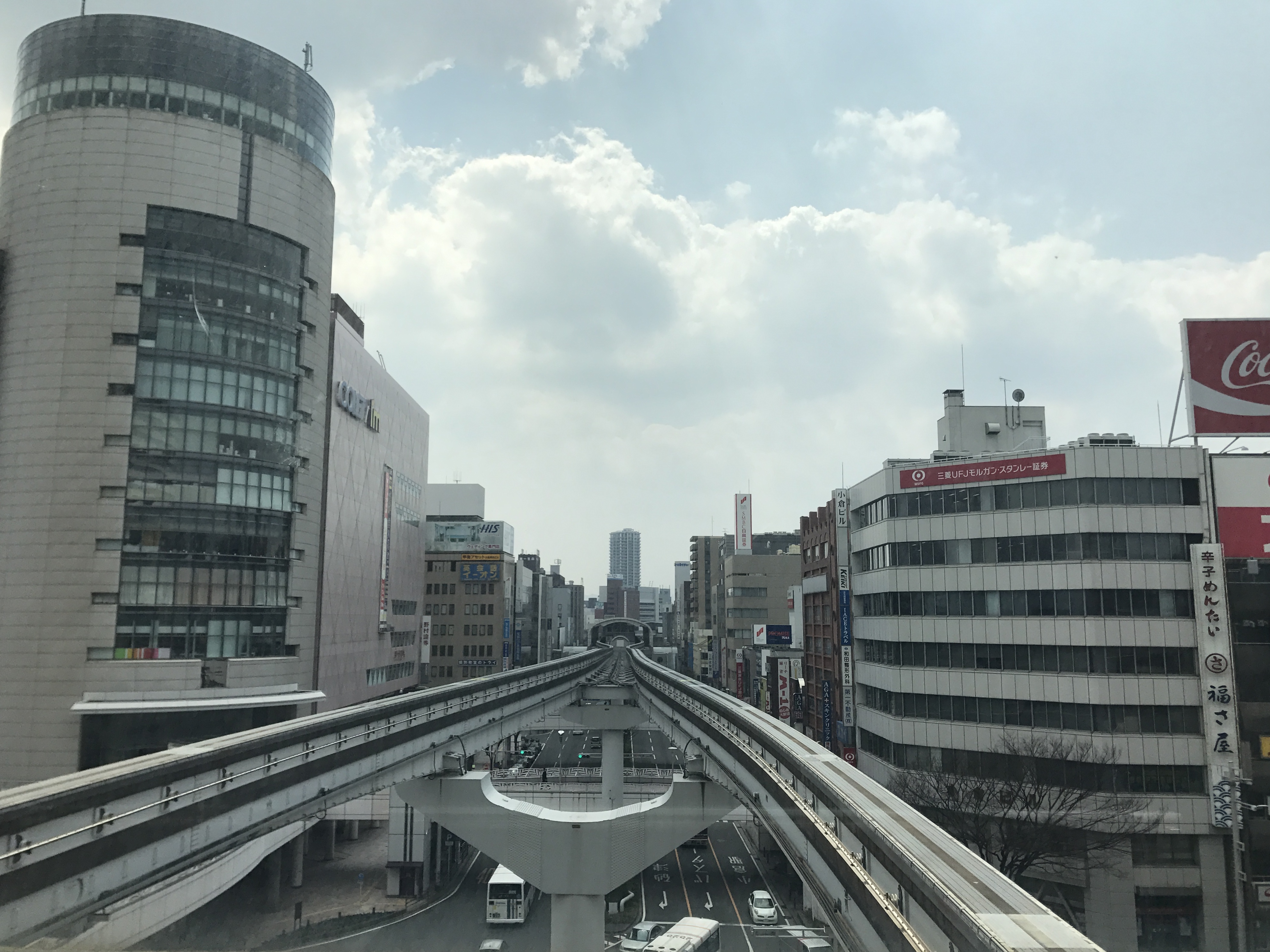
Kitakyushu
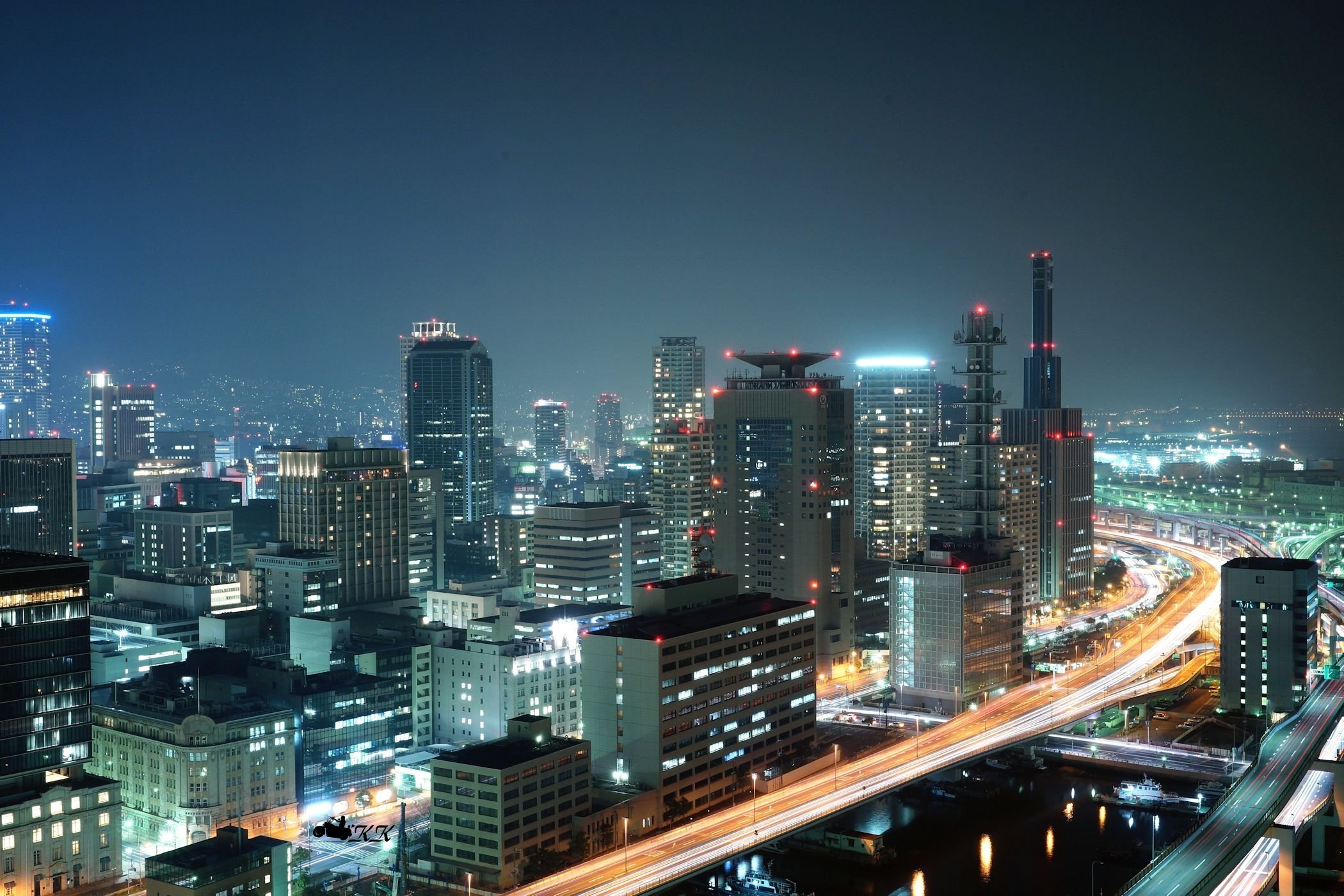
Kobe
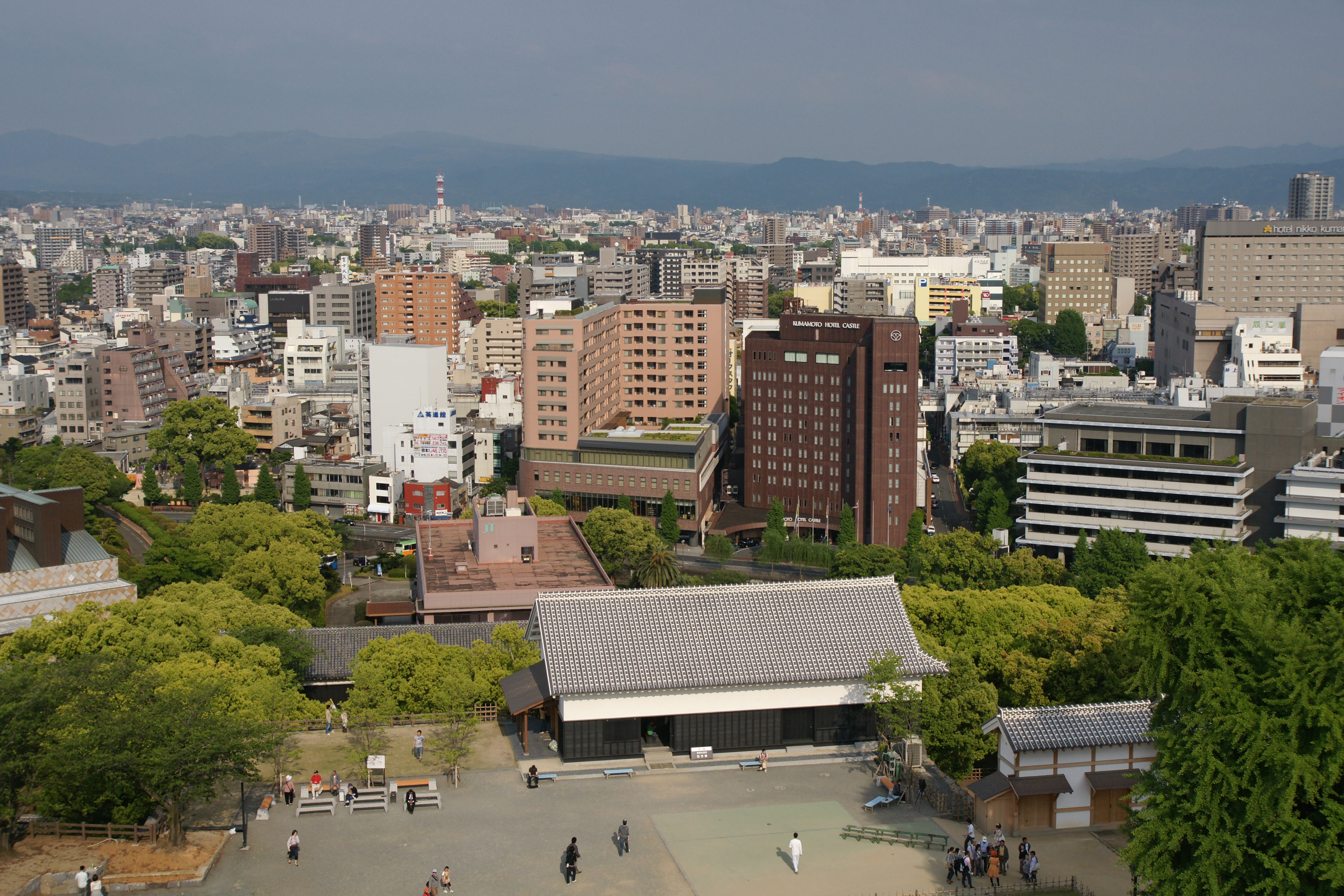
Kumamoto
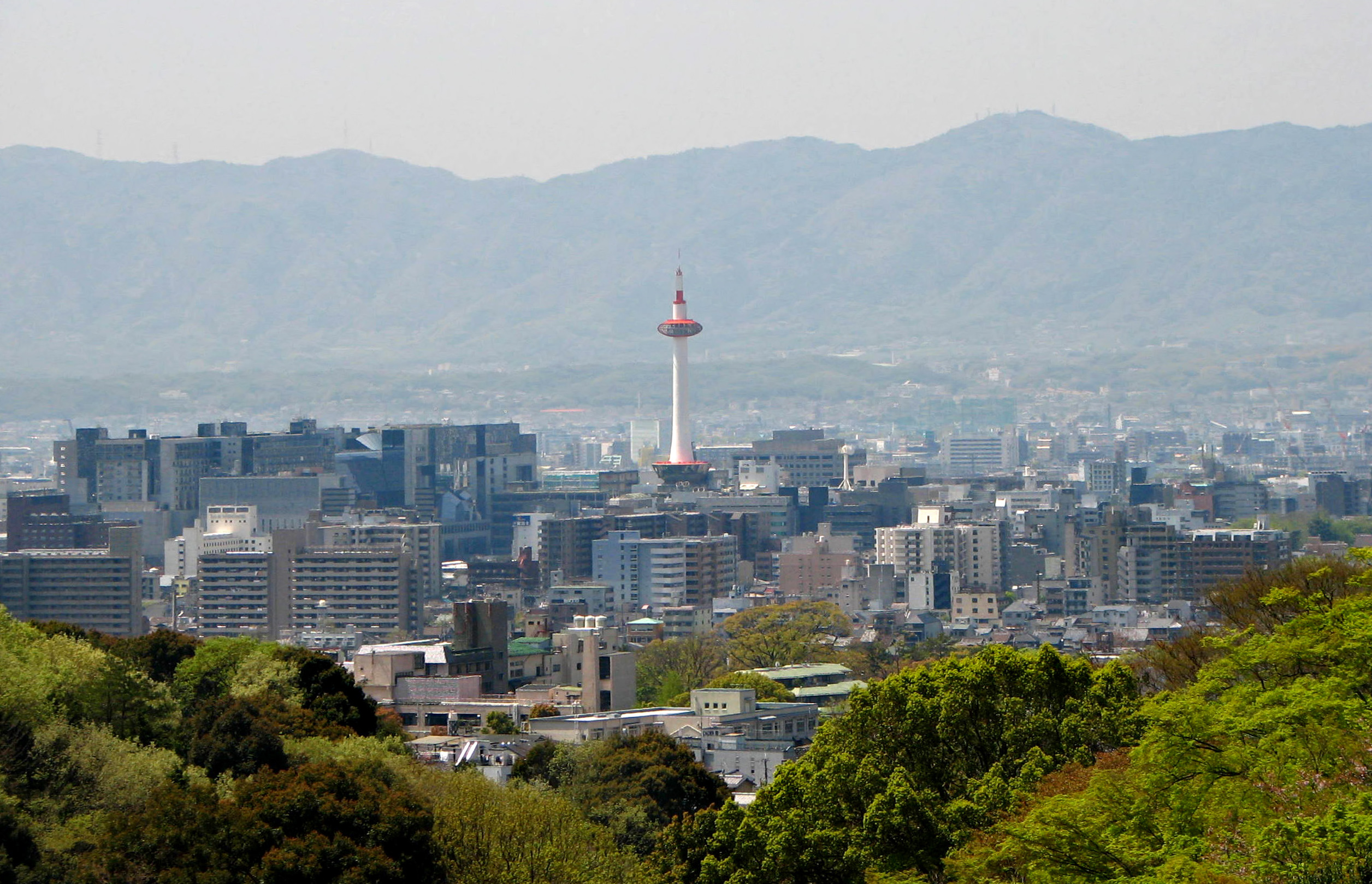
Kyoto
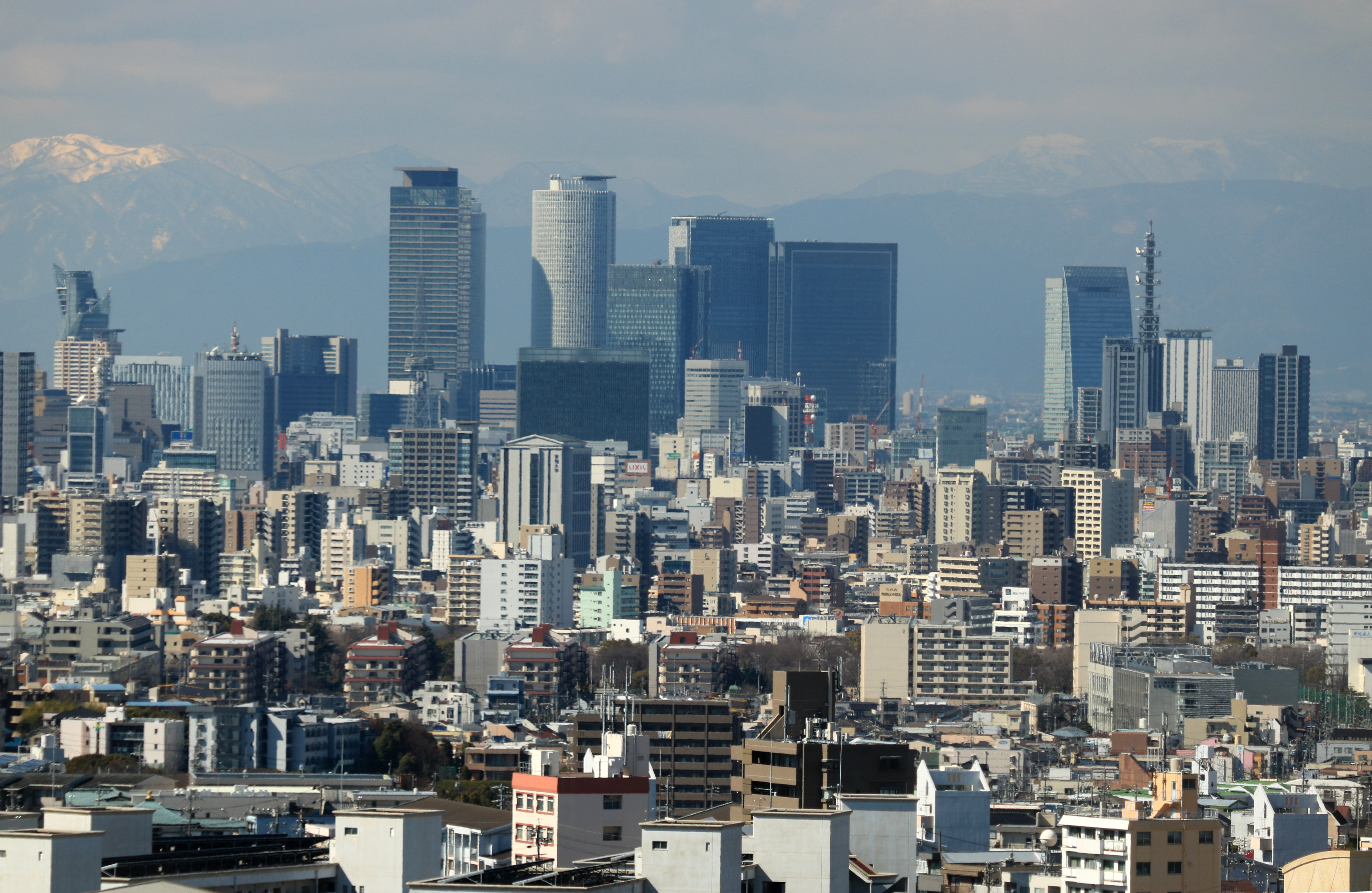
Nagoya
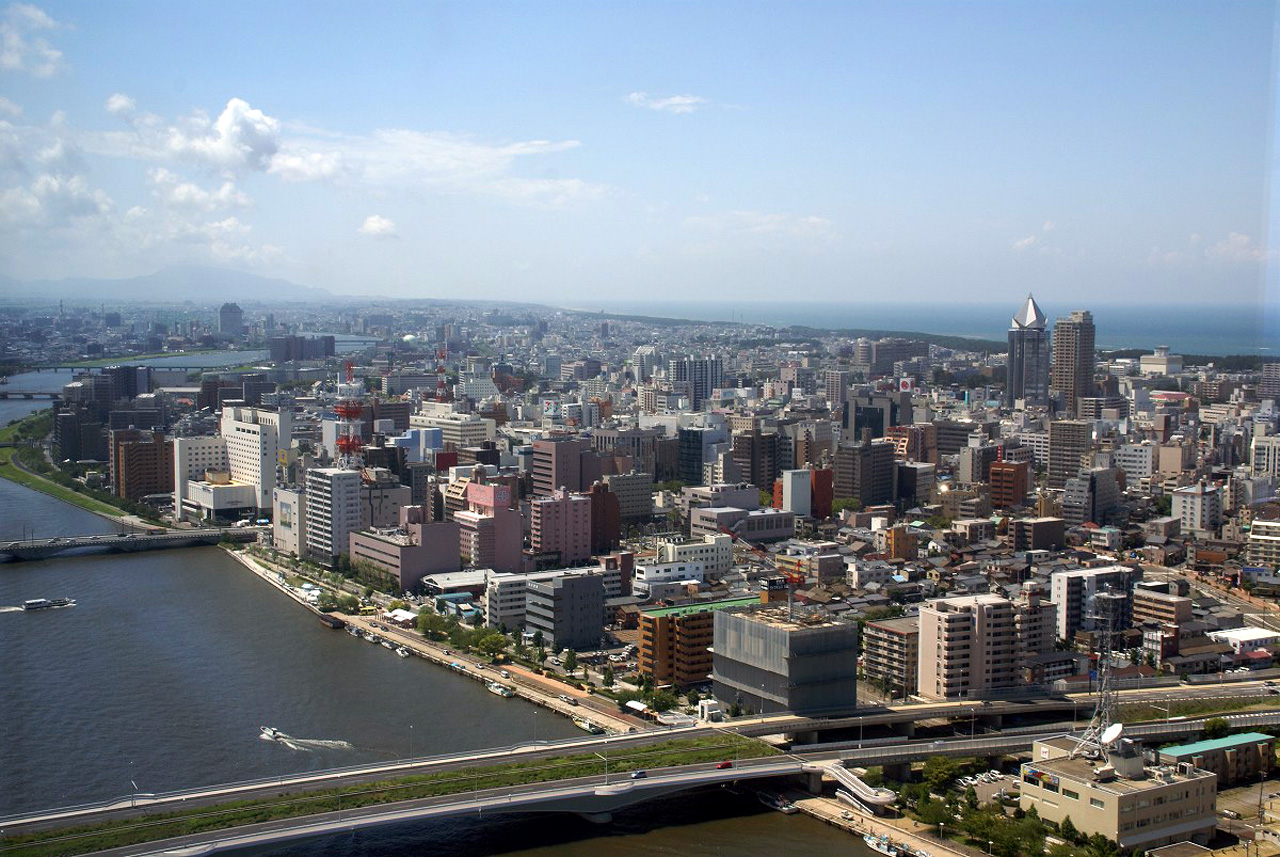
Niigata
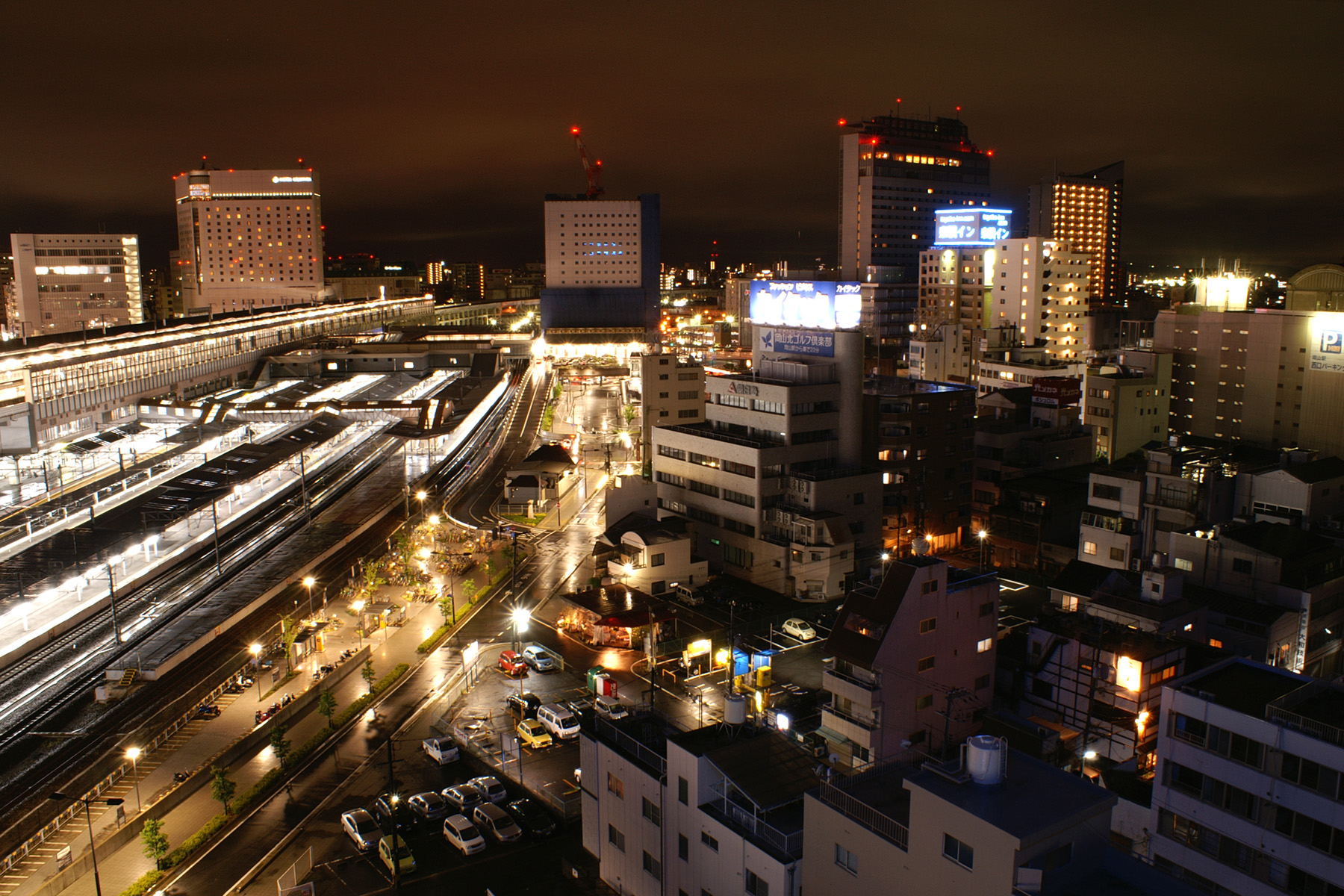
Okayama
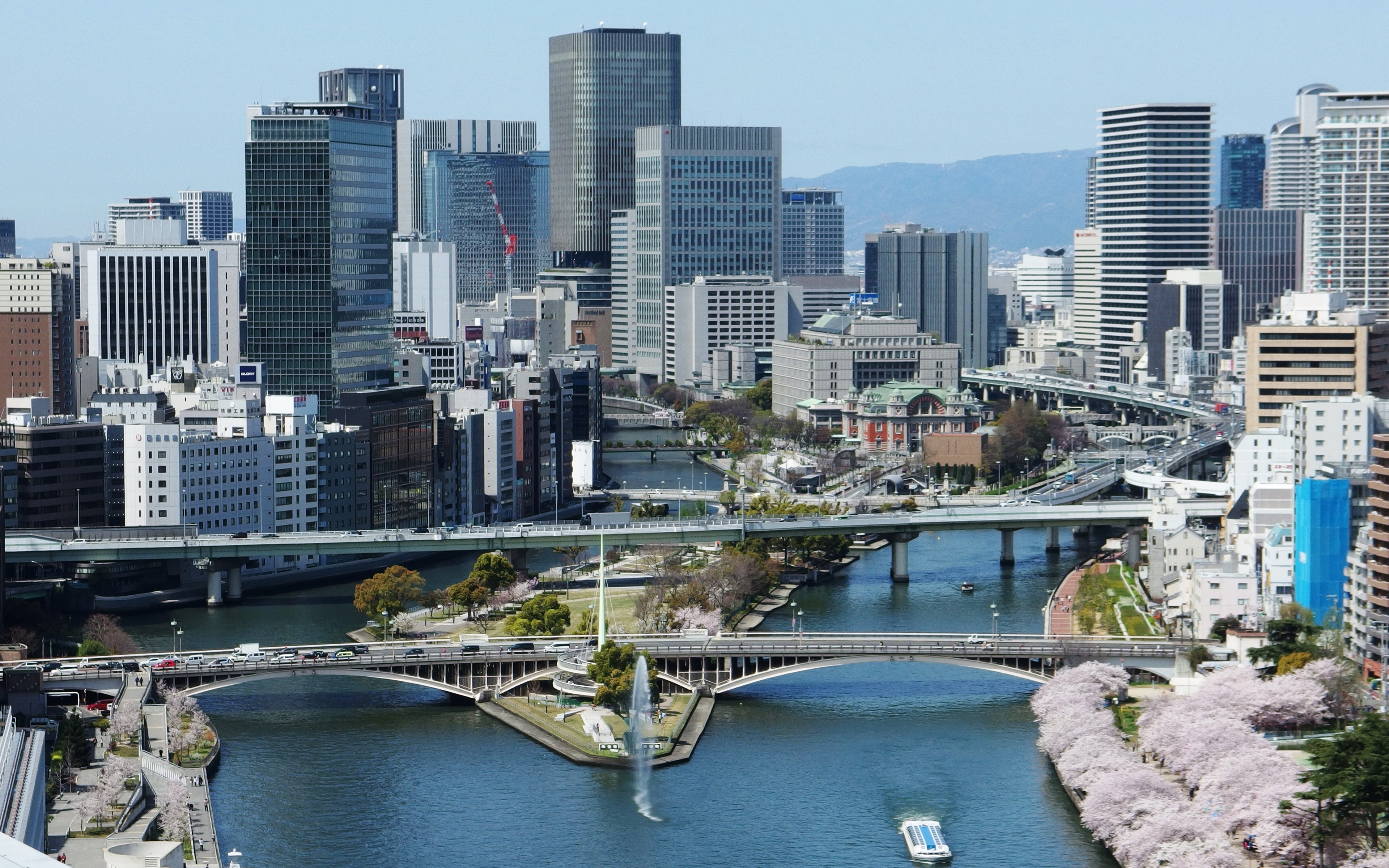
Osaka
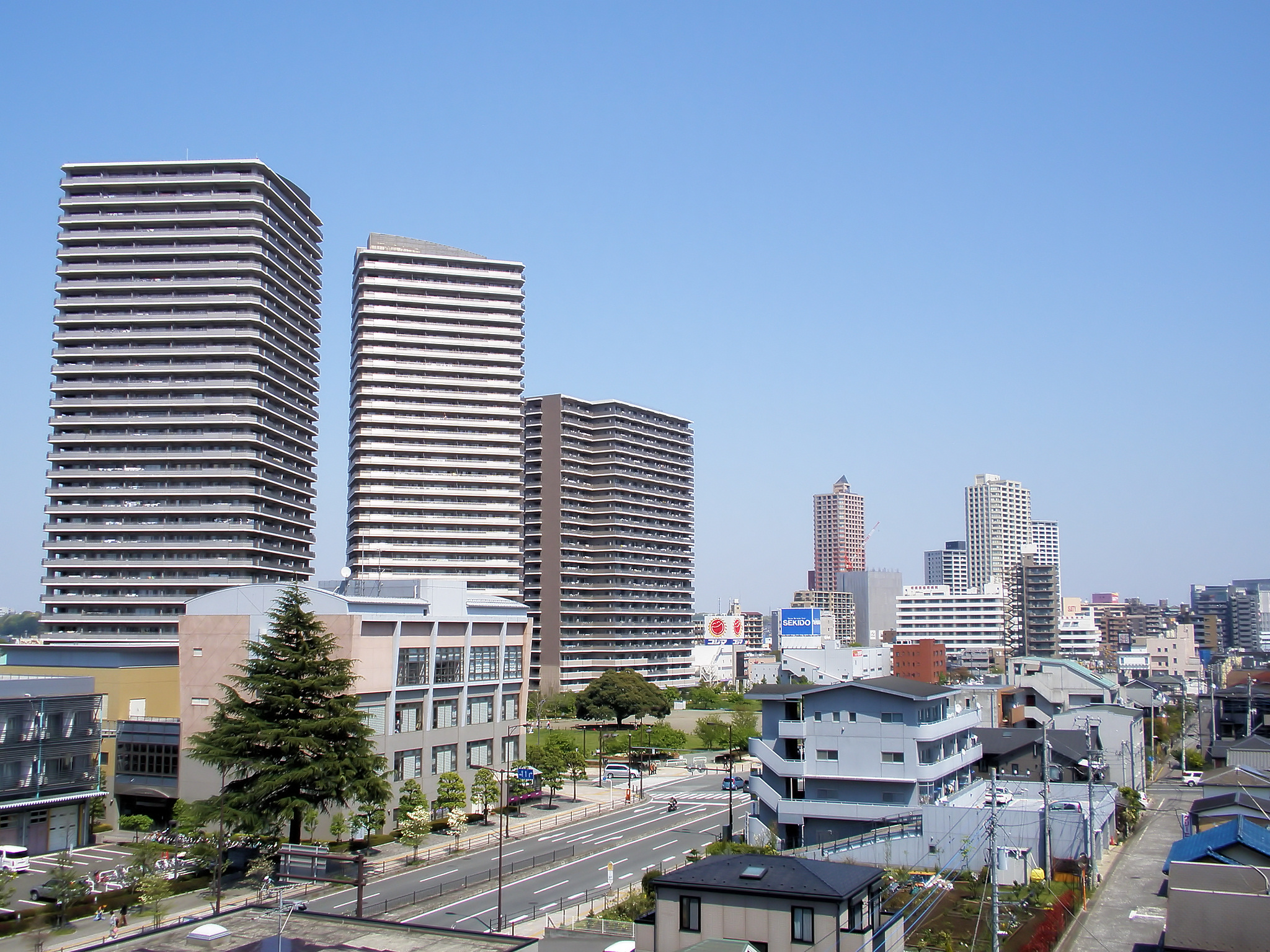
Sagamihara
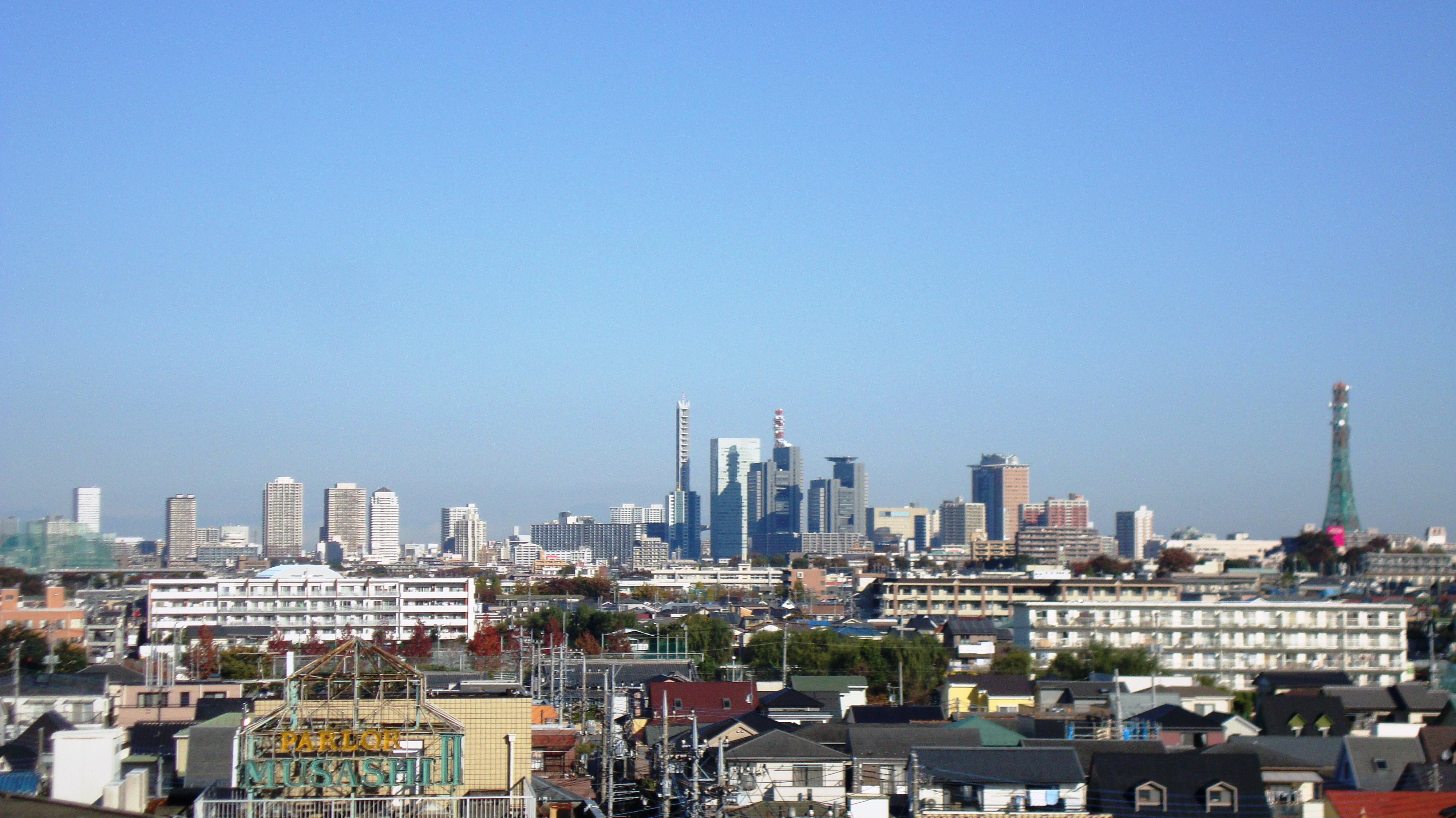
Saitama
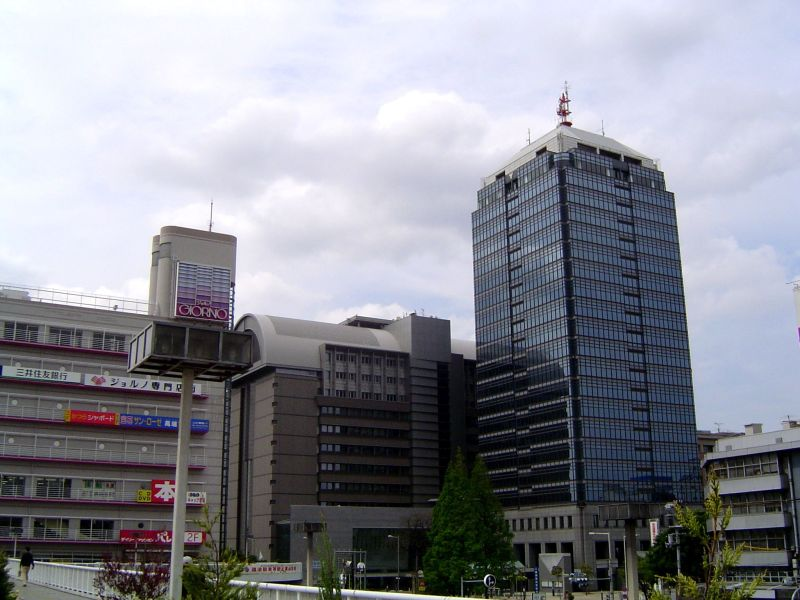
Sakai
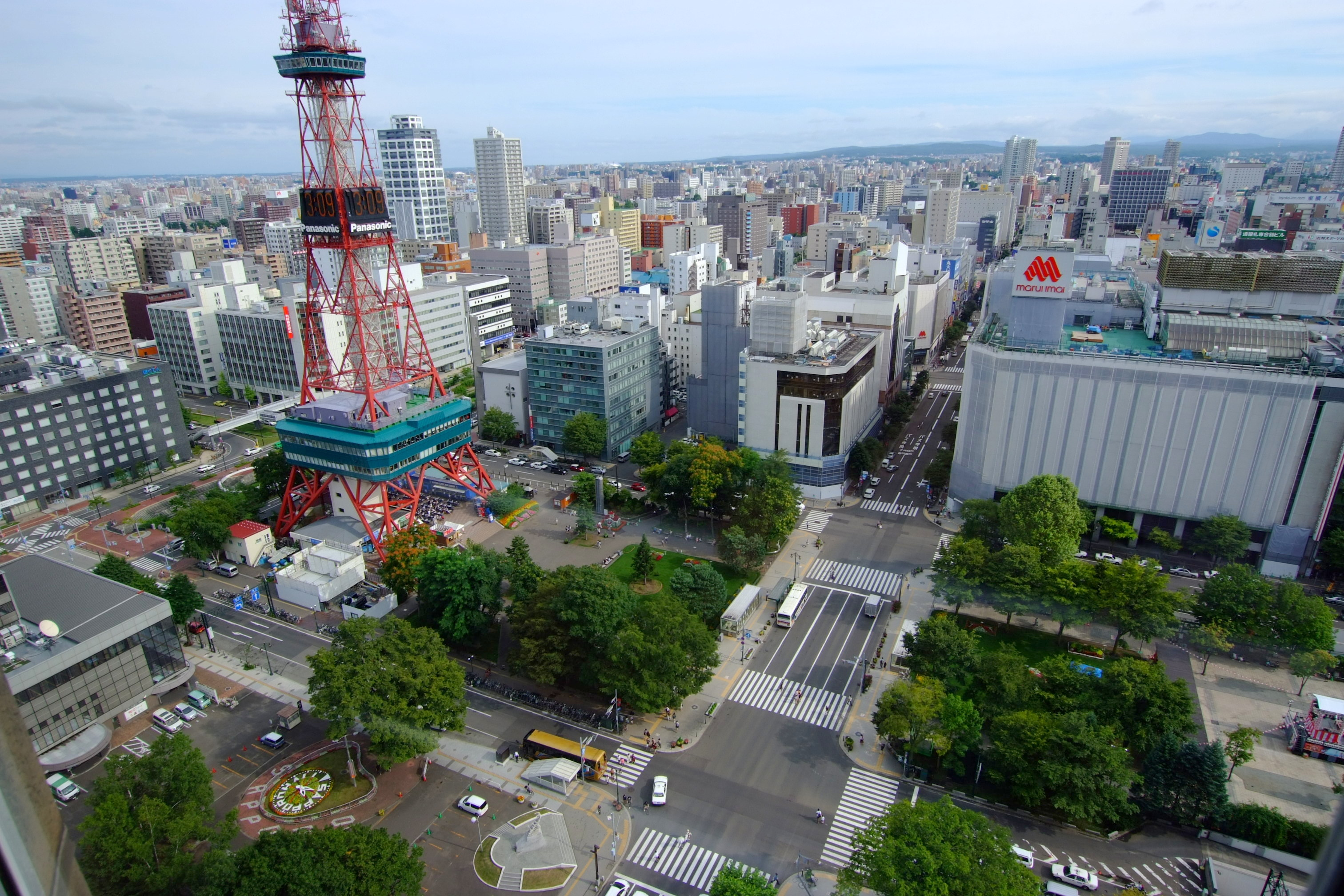
Sapporo
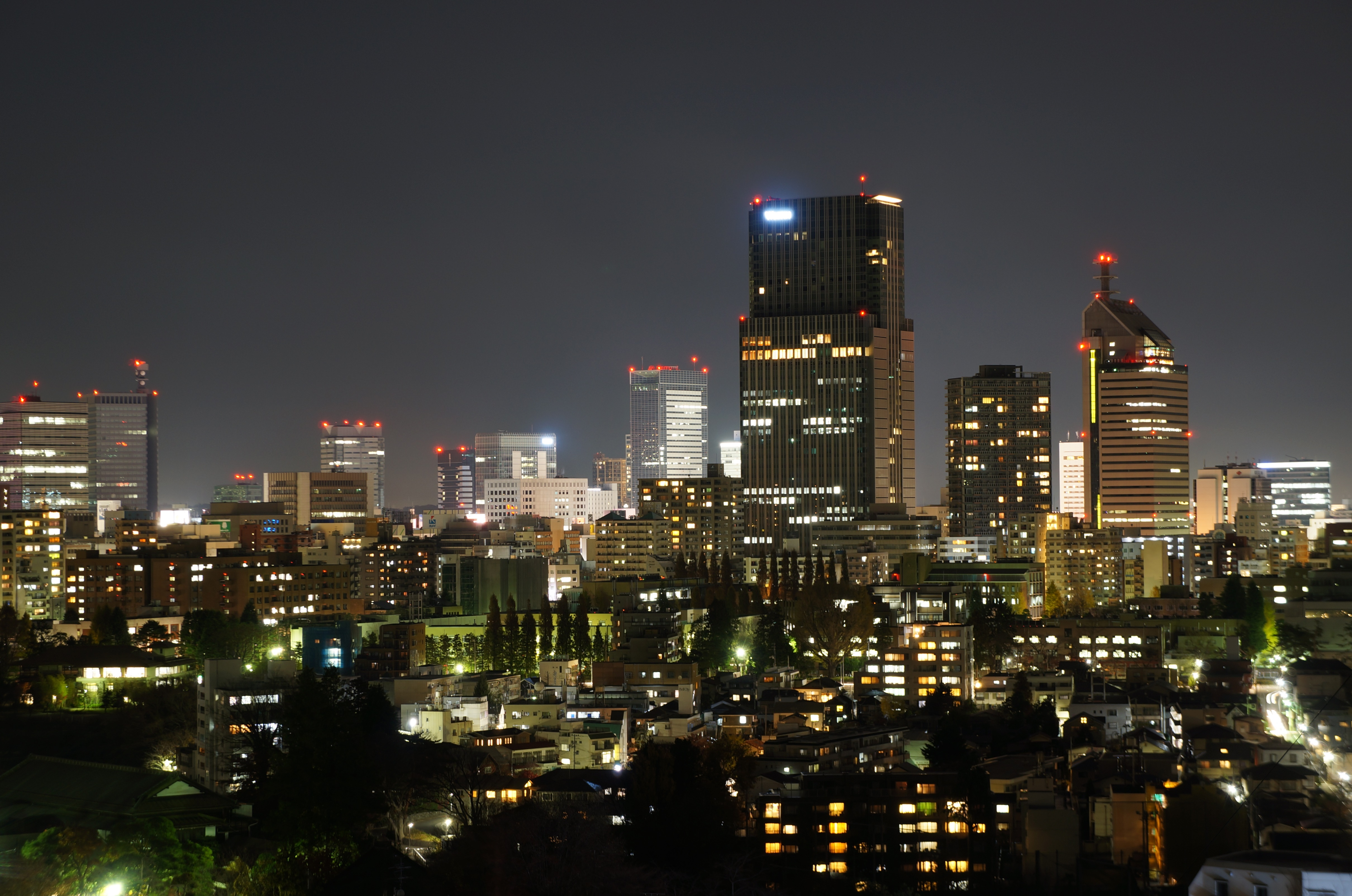
Sendai
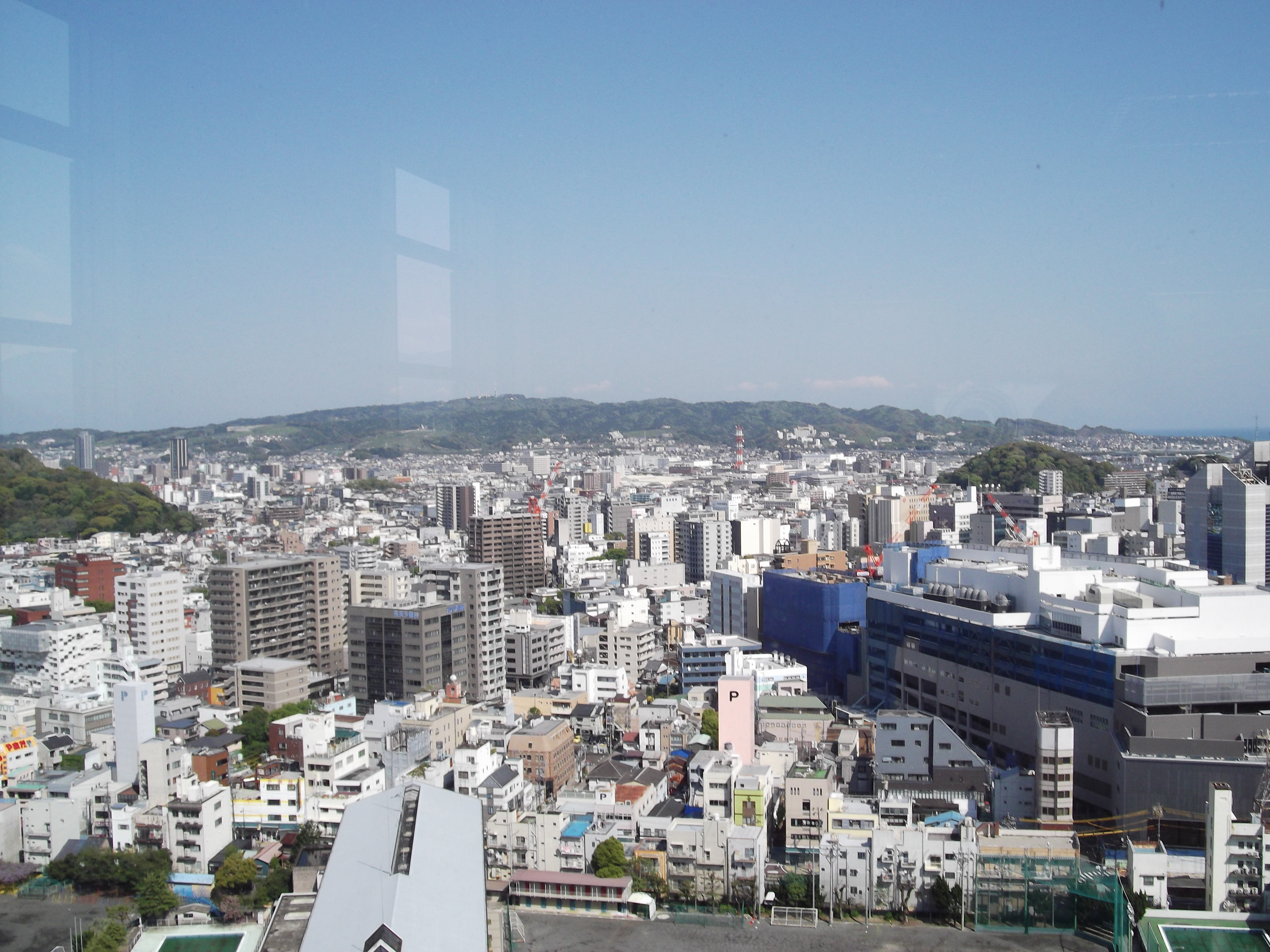
Shizuoka
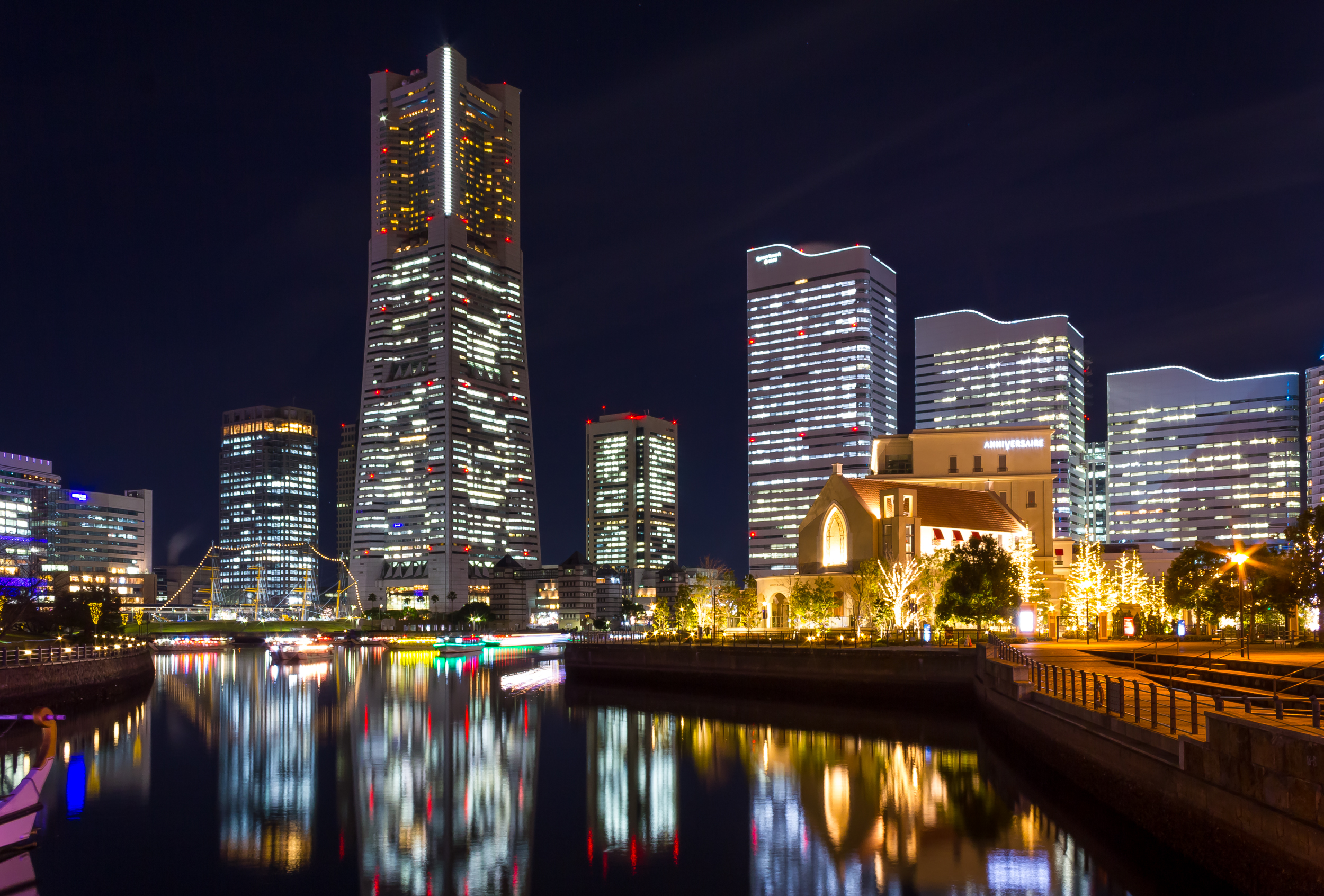
Yokohama